# Rajetiće
Rajetiće (Servisch cyrillisch Рајетиће) is een plaats in de Servische gemeente Novi Pazar. De plaats telt 63 inwoners (2002).